# Eugenio Páez
Eugenio Páez Peña (c.1838-1901) fue un fotograbador y empresario español.

## Biografía
Entró siendo un niño en la casa de Hernando a ocupar un puesto de aprendiz. Llegó a ser gerente de esta casa de Hernando y compañía desde 1883, puesto que pasó a ocupar por muerte de Victoriano, sucesor del fundador de este importante establecimiento editorial. Obra de Páez fue la instalación de este establecimiento en la finca de la calle de Quintana, donde también estableció por su propia cuenta un notable taller de fotograbado. Obra suya fueron las nuevas ediciones ilustradas de los libros dedicados a las escuelas, los cuadros gráficos, mapas y cuadros murales de historia sagrada e historia natural. Editó gratuitamente las Memorias y resúmenes del Congreso pedagógico celebrado en Madrid con motivo del cuarto centenario del descubrimiento de América. Falleció el día 5 de octubre de 1901 en Madrid, a la edad de sesenta y tres años.